# Helstrom (serial telewizyjny)
Helstrom – amerykański serial grozy na podstawie postaci Daimona i Satany Hellstromów z komiksów wydawnictwa Marvel Comics. Serial stanowi samodzielną historię i jest powiązany z franczyzą Filmowego Uniwersum Marvela. 
Daimon i Ana Helstromowie, którzy są dziećmi seryjnego mordercy, starają się powstrzymać złych ludzi przed krzywdzeniem innych.
Wyprodukowany został przez ABC Signature Studios i Marvel Television. Twórcą i showrunnerem serialu jest Paul Zbyszewski. W rolę tytułowego rodzeństwa wcielili się Tom Austen i Sydney Lemmon, a obok nich w głównych rolach wystąpili: Elizabeth Marvel, Robert Wisdom, June Carryl, Ariana Guerra i Alain Uy.
Serial został udostępniony 16 października 2020 roku w Stanach Zjednoczonych w serwisie Hulu. W Polsce zadebiutował 9 listopada tego samego roku na kanale Fox. Był on planowany jako pierwsza produkcja  Adventure into Fear, jednak pozostałe seriale zostały anulowane po przejęciu Marvel Television przez Marvel Studios. 14 grudnia 2020 roku poinformowano, że serial został skasowany po pierwszym sezonie.

## Obsada

### Główne role
- Tom Austen jako Daimon Helstrom, brat Any i profesor etyki, który ma nadzieję ocalić bliskich przed demonami[1].
- Sydney Lemmon jako Ana Helstrom, siostra Daimona, która prowadzi dom aukcyjny i ściga ludzi, którzy krzywdzą innych[1].
- Elizabeth Marvel jako Victoria Helstrom, matka Daimona i Any, która od 20 lat przebywa w szpitalu psychiatrycznym[1].
- Robert Wisdom jako Caretaker, strażnik okultyzmu, który walczy z demonami[1].
- Ariana Guerra jako Gabriella Rossetti, agentka Watykanu, który pomaga Daimonowi i Hastings[1].
- June Carryl jako Louise Hastings, dyrektor szpitala psychiatrycznego, w którym przebywa Victoria[1].
- Alain Uy jako Chris Yen, współwłaściciel domu aukcyjnego i przyjaciel Any[1].

### Role drugoplanowe
- Daniel Cudmore jako Keith Spivey, pielęgniarz w szpitalu psychiatrycznym, w którym przebywa Victoria[2].
- David Meunier jako Finn Miller, członek tajemniczej organizacji[3].

## Emisja
Całość dziesięcioodcinkowego sezonu serialu Helstrom została udostępniona 16 października 2020 roku w Stanach Zjednoczonych w serwisie Hulu. W Polsce zadebiutował 9 listopada tego samego roku na kanale Fox.

### Odcinki
| №  | Nr | Tytuł                                        | Reżyseria        | Scenariusz             | Premiera (Hulu)      | Premiera w Polsce (Fox) |
| -- | -- | -------------------------------------------- | ---------------- | ---------------------- | -------------------- | ----------------------- |
| 1  | 1  | Mali pomocnicy matki Mother’s Little Helpers | Daina Reid       | Paul Zbyszewski        | 16 października 2020 | 9 listopada 2020        |
| 2  | 2  | Wiatyk Viaticum                              | Anders Engstrom  | Blair Butler           | 16 października 2020 | 9 listopada 2020        |
| 3  | 3  | Ocalała The One Who Got Away                 | Michael Offer    | Marcus Dalzine         | 16 października 2020 | 16 listopada 2020       |
| 4  | 4  | Powstrzymanie Containment                    | Amanda Row       | Sheila Wilson          | 16 października 2020 | 23 listopada 2020       |
| 5  | 5  | Oddanie Committed                            | Jovanka Vuckovic | Ian Sobel, Matt Morgan | 16 października 2020 | 30 listopada 2020       |
| 6  | 6  | Lewiatan Leviathan                           |                  | Amanda Segel           | 16 października 2020 | 7 grudnia 2020          |
| 7  | 7  | Blizny Scars                                 |                  | Mark Leitner           | 16 października 2020 | 15 grudnia 2020         |
| 8  | 8  | W głębi Underneath                           |                  | Maggie Bandur          | 16 października 2020 | 21 grudnia 2020         |
| 9  | 9  | Naczynia Vessels                             |                  | Matt Morgan            | 16 października 2020 | 28 grudnia 2020         |
| 10 | 10 | Piekielna burza Hell Storm                   |                  | Paul Zbyszewski        | 16 października 2020 | 4 stycznia 2021         |

## Produkcja

### Rozwój projektu
W maju 2019 roku serwis Hulu zamówił serial Marvel’s Helstorm na podstawie postaci Daimona i Satany Hellstromów z komiksów wydawnictwa Marvel Comics. Paul Zbyszewski, który wcześniej pracował przy serialu Agenci T.A.R.C.Z.Y., został showrunnerem i producentem wykonawczym razem z Jephem Loebem i Karimem Zreikiem. Za produkcję odpowiadały ABC Signature Studios i Marvel Television. 
W grudniu 2019 roku Marvel Television zostało włączone do Marvel Studios. W kwietniu 2020 roku nie przedłużono umowy ze Zbyszewskim, który kontynuował postprodukcję serii. W lipcu poinformowano, że tytuł serialu będzie brzmiał tylko Helstrom. The Walt Disney Company zadecydowało, aby zdystansować produkcję od marki Marvel, aby nie kojarzyła się ona z horrorem. 14 grudnia 2020 roku poinformowano, że serial został skasowany po pierwszym sezonie.

### Casting
W październiku 2019 roku ujawniono główną obsadę serialu. Tom Austen i Sydney Lemmon obsadzeni zostali jako Daimon i Ana Helstromowie, Elizabeth Marvel jako ich matka, Victoria, Robert Wisdom jako Caretaker, June Carryl jako Louise Hastings, Ariana Guerra jako Gabriella Rosetti i Alain Uy jako Chris Yen. Miesiąc później Daniel Cudmore i David Meunier dołączyli do obsady w rolach drugoplanowych jako Keith Spivey i Finn Miller.

### Zdjęcia
Zdjęcia do serialu rozpoczęły się 7 października 2019 roku w Vancouver pod roboczym tytułem Omens, a zakończone zostały 14 marca 2020.

## Odbiór
Serial spotkał się z negatywną reakcją krytyków. W agregatorze recenzji Rotten Tomatoes 27% z 26 recenzji uznano za pozytywne, a średnia ocen wystawionych na ich podstawie wyniosła 5,0 na 10. Z kolei w agregatorze Metacritic średnia ważona ocen z 9 recenzji wyniosła 40 punktów na 100.